# Austevoll
Austevoll es un municipio en la provincia de Hordaland en el oeste de Noruega. Austevoll se separó de Sund el 1 de enero de 1886. Forma parte del distrito tradicional de Midthordland, tiene una población de 5012 habitantes según el censo de 2015 y su centro administrativo es la localidad de Storebø.
El municipio está formado por varias islas ubicado al suroeste de Bergen. El municipio está considerado como uno de los puertos del mundo, con la flota de arrastreros de pesacdo más grande de alta mar. Desde la década de 1980, la industria petrolera de alta mar y la piscicultura se han convertido en importantes industrias en Austevoll.

## Información general

### Nombre
El municipio lleva el nombre de la granja de Austevoll (en nórdico antiguo: Austrvöllr), ya que este era el sitio de la antigua iglesia. El primer elemento es austr que significa «este» y el último elemento es völlr que significa «pradera».

### Escudo de armas
El escudo de armas se les concedió el 30 de noviembre de 1984. El escudo muestra un enjambre de arenques, ya que la pesca del arenque local es de gran importancia para el municipio.

## Geografía
Austevoll consta de 667 islas en la costa oeste de la región de Vestlandet. El municipio tiene una superficie total de 114,0 km² y una línea costera de 337 km. El punto más alto de Austevoll es la montaña Loddo de 244 metros sobre el nivel del mar.

### Islas más grandes
- Møkster
- Selbjørn
- Hundvåkøy
- Stolmen
- Storekalsøy
- Huftarøy

### Vecinos
El municipio limita en Sund, Bergen y Os al norte y noreste, Tysnes al este y Fitjar con Bømlo al sur. El mar del norte se encuentra al oeste de Austvoll.

## Demografía
De las 667 islas, solo ocho están habitadas durante todo el año. El 29 % de los habitantes vive en zonas densamente pobladas. El 28 % de los habitantes es menor de 17 años y el 4,7 % mayor de 80.

### Pueblos
| Puesto | Pueblo      | Población del pueblo (2005) | Población del distrito (2001) |
| ------ | ----------- | --------------------------- | ----------------------------- |
| 1      | Storebø     | 1032                        | 1341                          |
| 2      | Bekkjarvik  | 355                         | 489                           |
| 3      | Kolbeinsvik |                             | 481                           |
| 4      | Vinnes      |                             | 378                           |
| 5      | Haukanes    |                             | 235                           |

### Islas habitadas
| Puesto | Isla        | Área (km²) | Población | Densidad (/km²) | Asentamiento más grande | Punto más Alto | Elevación (m) |
| ------ | ----------- | ---------- | --------- | --------------- | ----------------------- | -------------- | ------------- |
| 1      | Huftarøy    | 50,4       | 2435      | 48.3            | Storebø                 | Loddo          | 244           |
| 2      | Selbjørn    | 25         | 956       | 38.24           | Bekkjarvik              | Kongsafjellet  | 185           |
| 3      | Hundvåkøy   | 10,7       | 554       | 51.7            | Austevollshella         |                | 61            |
| 4      | Stolmen     | 7,9        | 206       | 26.0            | Våge                    | Såta           | 60            |
| 5      | Storekalsøy | 6          | 167       | 27.0            | Bakkasund               | Mjuken         | 57            |
| 6      | Møkster     |            | 65        |                 |                         |                |               |
| 7      | Litlekalsøy |            | 26        |                 |                         |                |               |

## Galería

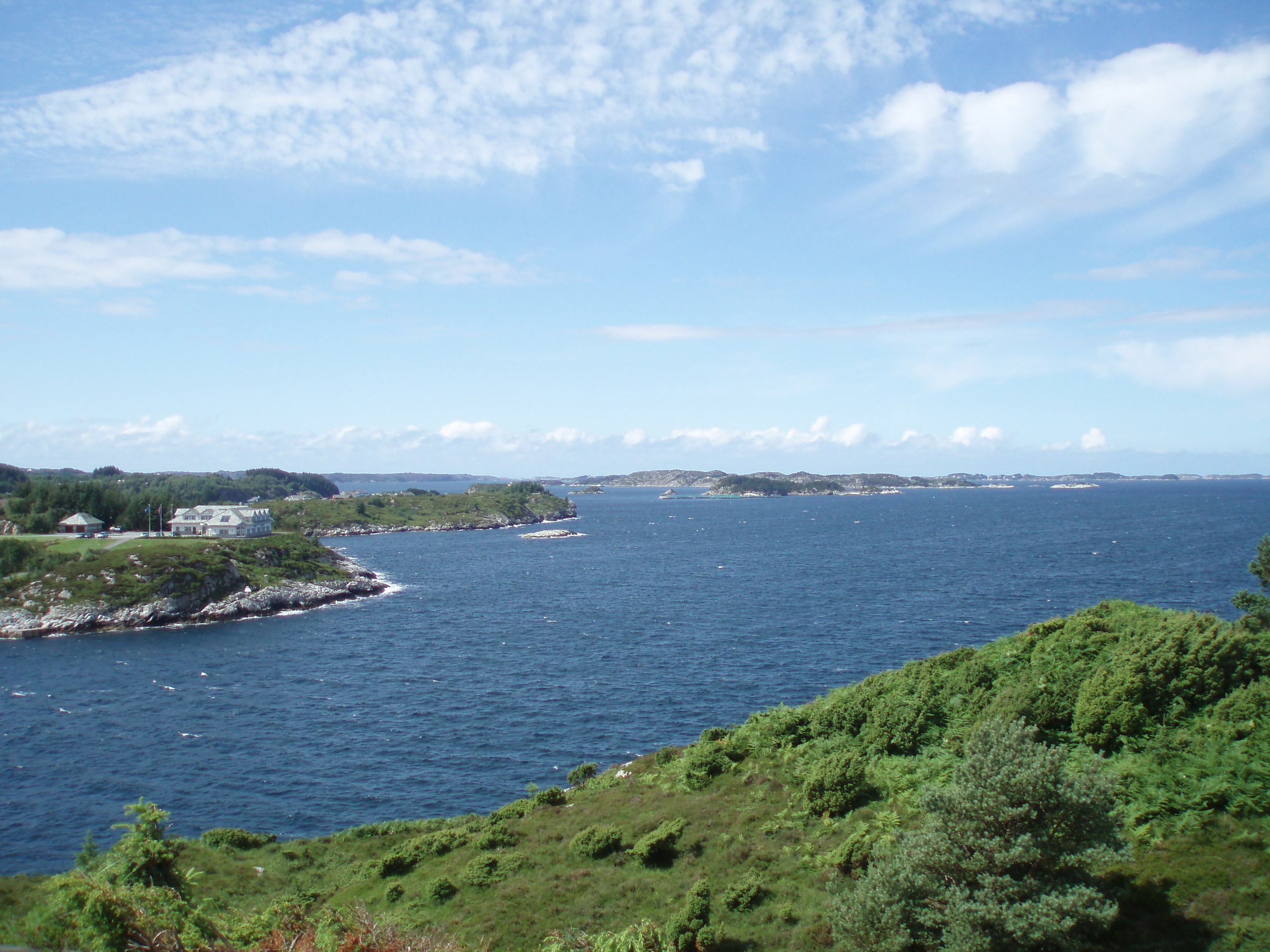
Bekkjarviksundet, entre Selbjørn y Huftarøy.
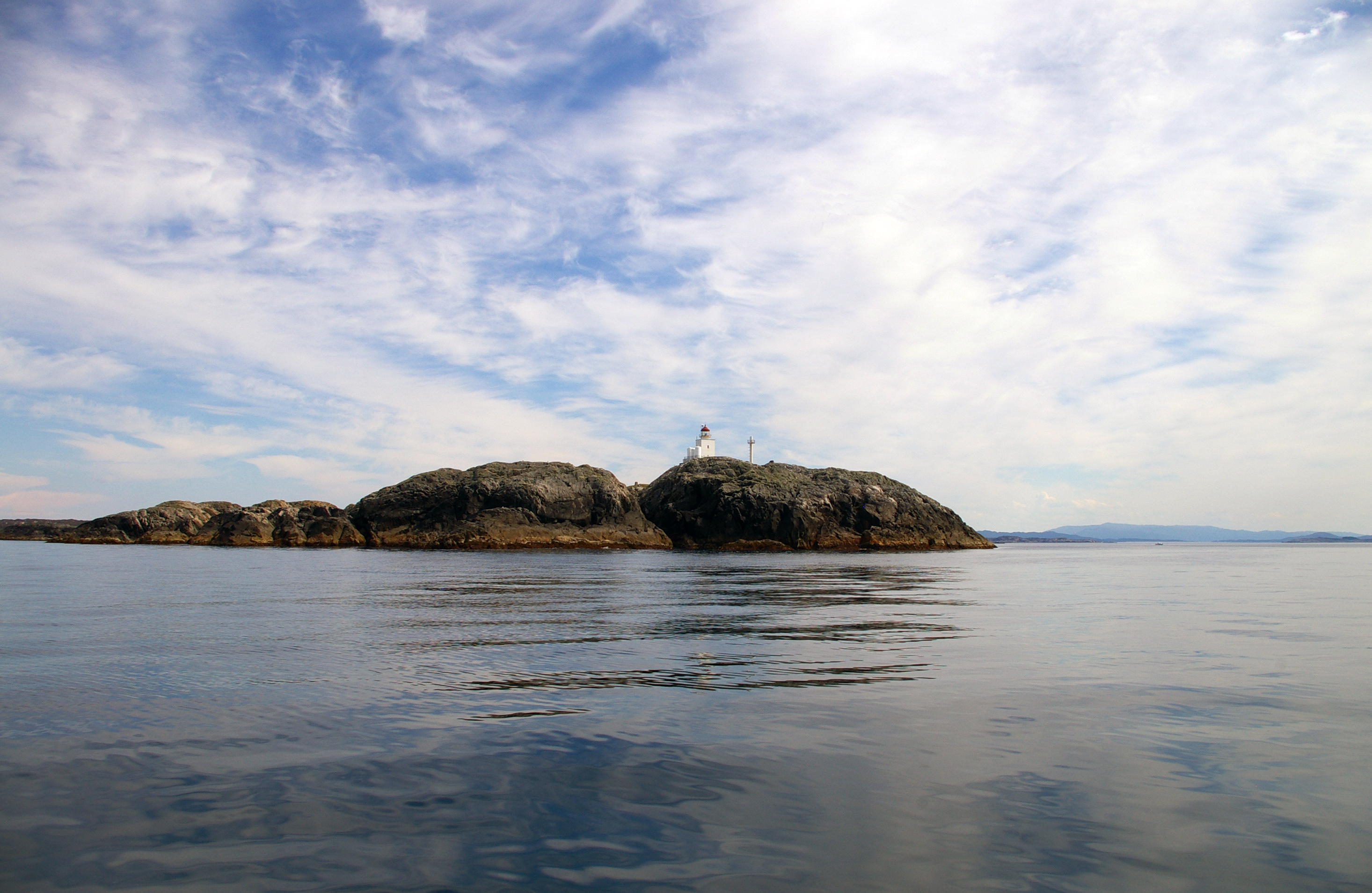
Faro de Marstein.
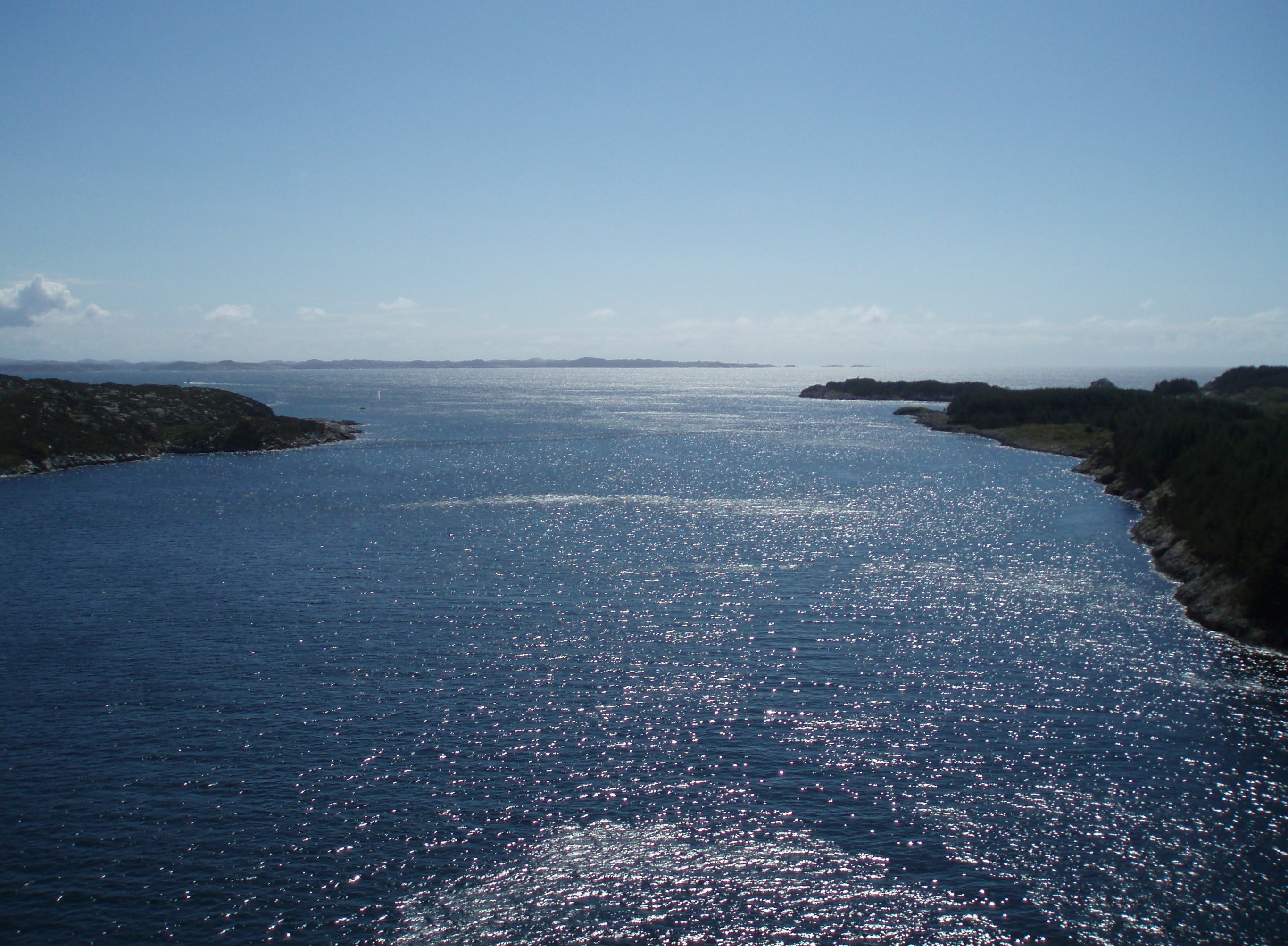
Stolmasundet, entre Stolmen y Selbjørn.
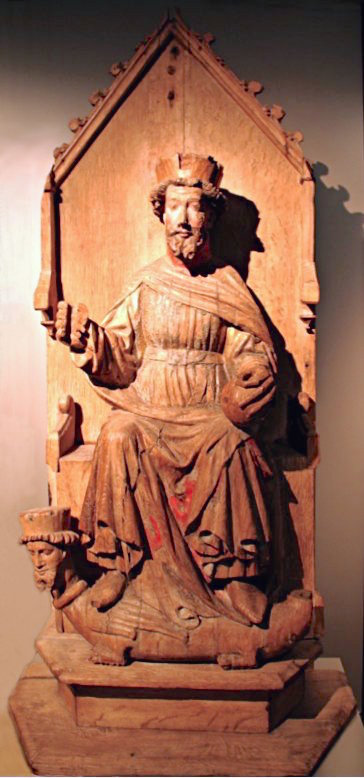
Olaf II el Santo de la iglesia de Austevoll,  Storebø.

## Industria
La pesca es la industria más importante en Austevoll, y lo ha sido durante siglos. Tradicionalmente la pesca ha tenido lugar en las zonas costeras. Después de décadas de sobrepesca , el arenque , que era el pez más importante, desapareció en la década de 1950. Esto obligó a una reestructuración de la flota pesquera. Desde la década de 1960 las compañías navieras más grandes construyeron los buques, con lo que pudieron ir más lejos y pescar otros peces. 
Desde la década de 1980 la industria de alta mar se ha convertido en la prolongación de la industria petrolera noruega en alta mar. La compañía de transporte en alta mar DOF , que se da de alta en la Bolsa de Valores de Oslo , tiene su sede en Storebø.

## Educación
Hay cinco escuelas primarias y una escuela media en Austevoll. También hay una escuela secundaria , la enseñanza, principalmente es acerca de la pesca y temas náuticos.

## Política
Austevoll se rige por el consejo municipal, compuesto por 21 escaños, elegidos cada cuatro años. Desde las elecciones de 2003, una coalición formada por el Partido del Progreso, Partido del Centro y el Partido Demócrata Cristiano ha tenido el poder en el consejo. En las elecciones de 2007 ganaron 13 de los 21 escaños en el concejo municipal y cuenta con una cooperación política y electoral. El Partido Conservador y el Partido del Trabajo forman la oposición.
El consejo tiene la siguiente composición:
- El Partido del Progreso (9 plazas)
- El Partido Conservador (5 plazas)
- Partido Laborista (3 plazas)
- Partido del Centro (2 plazas)
- Partido Demócrata Cristiano (2 plazas)

### Comité Ejecutivo del consejo local
- El comité ejecutivo del consejo local se compone de 9 puestos, repartidos entre todas las partes en el consejo municipal. Dividido así:
- El Partido del Progreso (4 plazas)
- El Partido Conservador (2 plazas)
- Partido del Trabajo (1 escaño)
- Partido del Centro (1 escaño)
- Partido Demócrata Cristiano (1 escaño)